# نان هویج

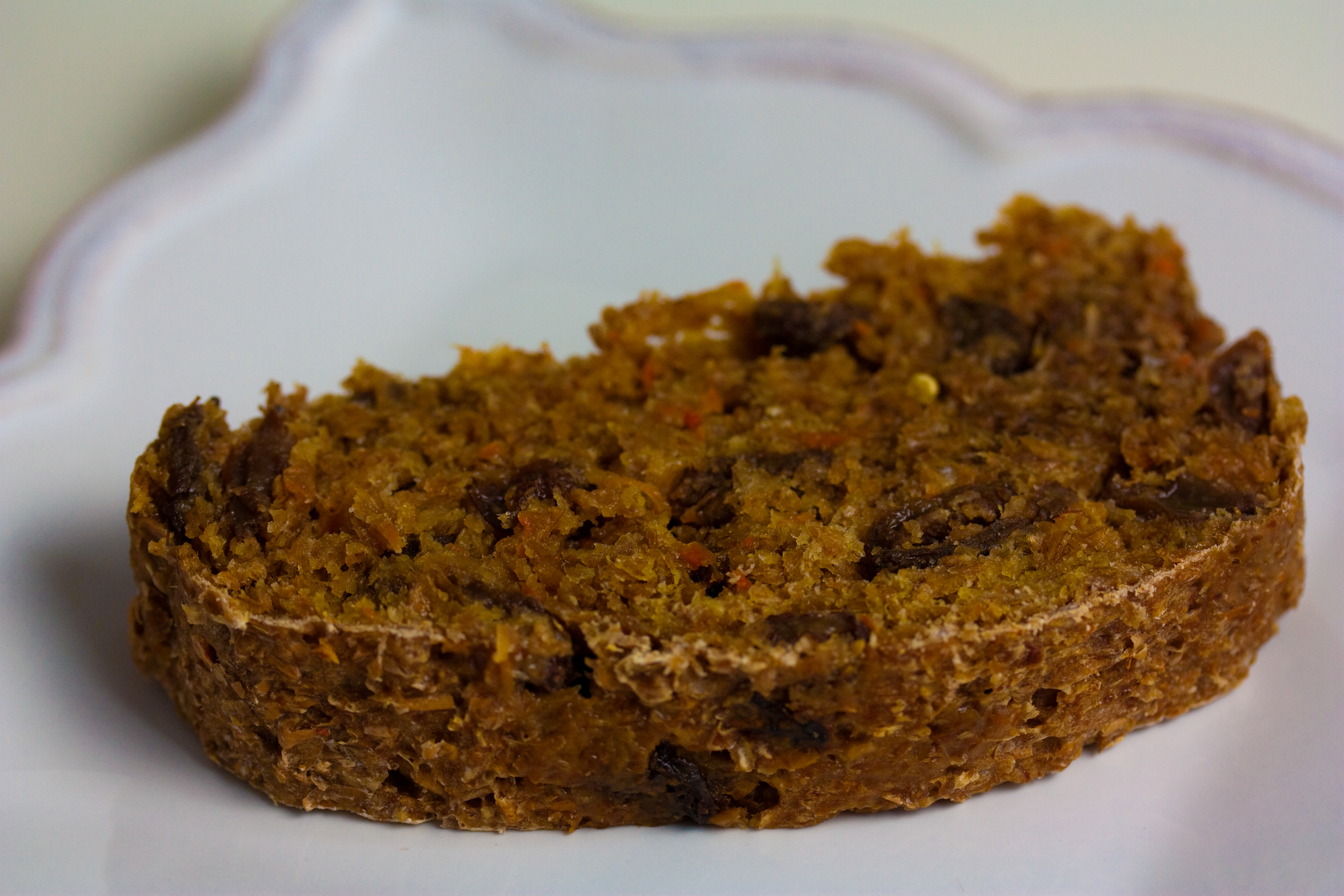
یک نان مانای هویج وگان با کشمش

نان هویج یک نان سریع، یا نان مخمری است که از هویج به عنوان ماده اولیه استفاده می‌کند. ممکن است با هویج رنده شده، رنده شده یا آب هویج تهیه شود. زمان پخت بسته به مقدار آب هویج استفاده شده می‌تواند متفاوت باشد، و ممکن است نان مرطوب باشد.نان هویج ممکن است رنگ نارنجی داشته باشد که از آب هویج یا هویج استفاده می‌شود.
مواد اضافی مورد استفاده در تهیه نان هویج ممکن است شامل کدو سبز باشد (اگرچه خود کدو سبز را می‌توان به نان کدو سبز تبدیل کرد)، دوغ، تخم مرغ، شیر، شکر قهوه‌ای، دارچین، جوز هندی، گردو، زنجبیل و کشمش. نان هویج را می‌توان به صورت خمیر ترش یا نان چند دانه تهیه کرد. ممکن است به صورت ساده، با کره سرو شود، یا روی آن را با مایه کیکیا لعاب بخورند. نان هویج را می‌توان به عنوان وسیله ای برای افزایش مصرف سبزیجات در رژیم غذایی سرو کرد.

### فهرست‌ها
- فهرست نان‌ها
- فهرست غذاهای هویج
- فهرست نان‌های سریع

## بیشتر خواندن
- Tormey, B. What It Said In The Papers. p. 175. ISBN 978-1-4709-7932-4.